# هیبلی آدا

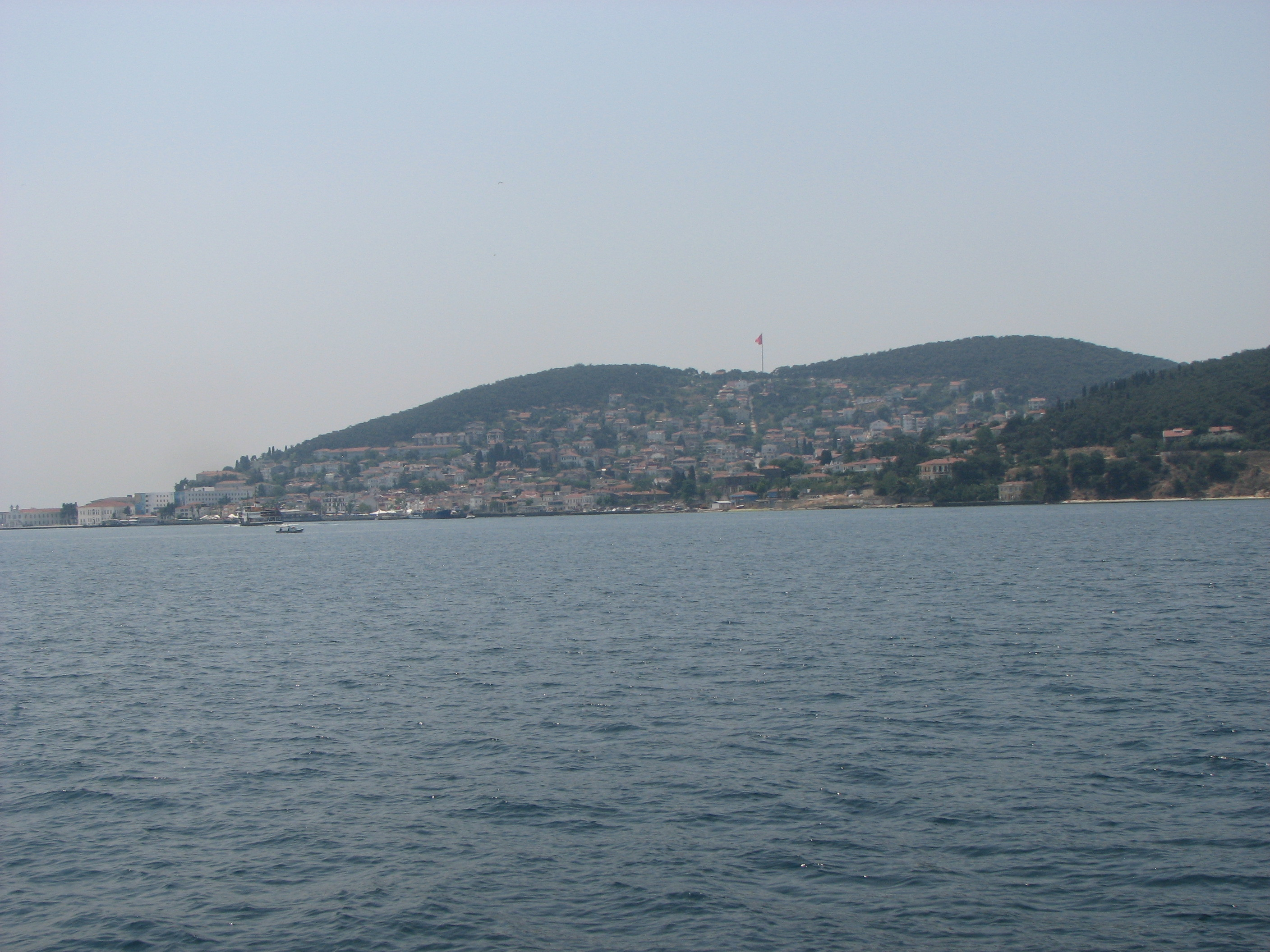

هیبلی آدا Heybeliada or Heybeli Ada (Greek: Χάλκη, Halki) دومین جزیره بزرگ از جزایر پرنس استانبول است که در دریای مرمره و نزدیک شهر استانبول واقع شده‌است و به‌طور رسمی در منطقه آدالار به معنای جزایر قراردارد.
این جزیره نیز مانند تمام جزایر دیگر استانبول سابقه ای باستانی دارد. در زمان پیاده شدن از کشتی و در اسکله سمت چپ خود مدرسهٔ تاریخی نیروی دریایی را مشاهده می‌کنید که دو بنای تاریخی در آن وجود دارد کنید که یکی از آنها مربوط به تنها کلیسای باقی مانده از دوران بیزانس است که قبل از فتح قسطنطنیه ساخته شده‌است دیگری قبر ادوارد بارتون است که دومین سفیر انگلیس است که توسط ملکه الیزابت اول به قسطنطنیه فرستاده شد و برای فرار از طاعون آخرین روزهای عمر خود را در این جزیره گذراند و بعدها جسد وی به قبرستان انگلیسی‌ها در استانبول منتقل شد.
جزیره شامل تعدادی بار و کافه است که گردش در جیزه را تکمیل می‌کنند همچنین یک هتل تمام وقت در جزیره وجود دارد که پذیرای گردشگران است.